# El mestre que va prometre el mar
El mestre que va prometre el mar és una pel·lícula de drama històric catalana del 2023 dirigida per Patrícia Font a partir d'un guió d'Albert Val, basada en el llibre de Francesc Escribano. Gravada originalment en català i castellà, és protagonitzada per Enric Auquer i Laia Costa.

## Sinopsi
L'argument narra la història del mestre català Antoni Benaiges, destinat l'any 1935 a Bañuelos de Bureba, un petit poble de la província de Burgos, on introdueix mètodes d'ensenyament innovadors i inspiradors (citant l'escola freinetista), entre els nens abans de ser assassinat per falangistes durant la Guerra Civil, així com la història actual de l'Ariadna, que buscava el seu besavi desaparegut durant la Guerra.

## Repartiment

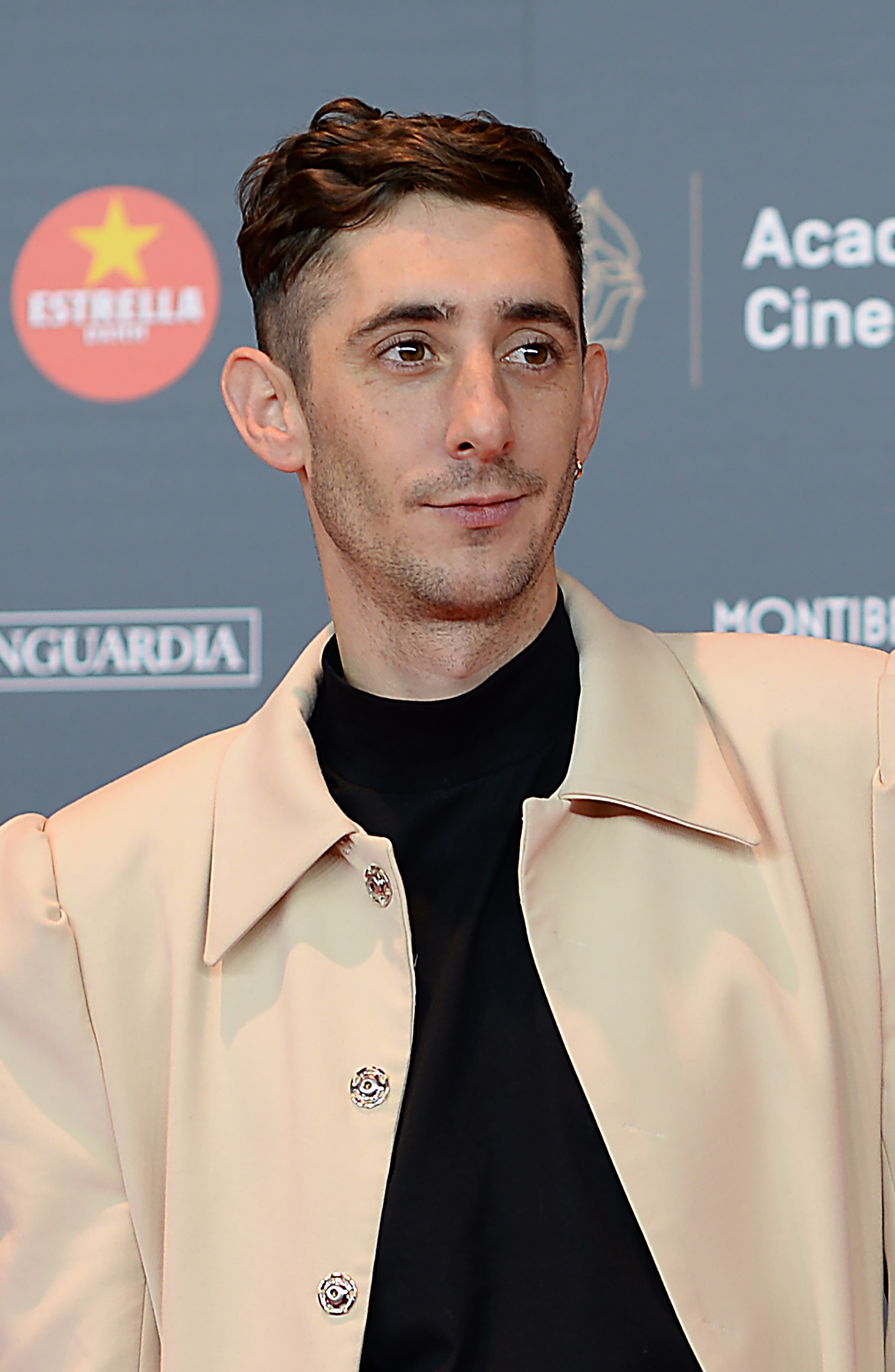
Auquer, el 2020.

- Enric Auquer com a Antoni Benaiges[5]
- Laia Costa com a Ariadna[5]
- Gael Aparicio[5]
- Alba Hermoso com a Josefina[6]
- Nicolás Calvo com a Emilio[6]
- Milo Taboada[5]
- Luisa Gavasa com a Charo[6]
- Ramón Agirre Lasarte[6]

## Producció
Escrit per Albert Val, el guió és una adaptació del llibre de Francesc Escribano. La pel·lícula és una producció de Minoria Absoluta, Lastor Media, Filmax, i Mestres Films AIE amb la participació d'RTVE i TVC i el suport de l'ICAA i l'ICEC. Els llocs de rodatge inclouen Mura i Briviesca.

## Estrena
La pel·lícula es va estrenar en la 68a Setmana Internacional de Cinema de Valladolid el 27 d'octubre de 2023. Distribuïda per Filmax, es va estrenar a les sales de cinema el 10 de novembre de 2023.

## Rebuda
Ekaitz Ortega de HobbyConsolas va valorar la pel·lícula amb 73 punts ('bona') i va destacar com "té una identitat pròpia, no és complaent i els dos actors [protagonistes] sobresurten".

Enid Román Almansa de Cinemanía va puntuar la pel·lícula amb 4 estrelles i mitja sobre 5 subratllant "una història molt trista i terrible, una pel·lícula molt bonica".